# Gehlsbach
Gehlsbach är en kommun och ort i Landkreis Ludwigslust-Parchim i förbundslandet Mecklenburg-Vorpommern i Tyskland. 
Kommunen bildades den 1 januari 2014 genom en sammanslagning av de tidigare kommunerna Karbow-Vietlübbe och Wahlstorf.
Kommunen ingår i kommunalförbundet Amt Eldenburg Lübz tillsammans med kommunerna Gallin-Kuppentin, Granzin, Kreien, Kritzow, Lübz, Passow, Ruhner Berge, Siggelkow och Werder.